# Naprstak
Naprstak (pustikara; hrv. i izopleksis, po sinonimu Isoplexis; lat. Digitalis), biljni rod iz porodice trpučevki kojemu ime dolazi iz latinskog digitale zbog oblika cvijeta nalik naprstku, metalnoj napravi koja se stavlja na vrh prsta kojim se potiskuje igla prilikom šivanja.
Rodu pripada 29 priznatih vrsta ljekovitog dvogodišnjeg raslinja ili trajnica. U Hrvatskoj raste oko 6 vrsta naprastaka, to su hrđavosmeđi naprstak (D. ferruginea), velecvjetni naprstak (D. grandiflora), glatki naprstak (D. laevigata), kritično ugroženi vunenasti naprstak (D. lanata), žuti naprstak (D. lutea) i crveni ili grimizni naprstak (D. purpurea). U Hrvatskoj se uzgaja i hibridna vrsta smeđasti naprstak, Digitalis x fuscescens.

## Etimologija
Latinsko ime roda digitalis znači prst rukavice, aludirajući na sličnost cjevastih cvjetova s prstima rukavice.

## Opis
Dvogodišnje bilje i trajnice. Stabljike uspravne, jednostavne ili se granaju od baze. Cvatovi završni, grozdasti; brakteje prisutne. Cvjetovi dvospolni, cjevasti. Čašnih listića 5, razdvojenih, usko trokutastih do kopljastih ili jajasto-lancetastih, čaška ± obostrano simetrična, zvonasta. Vjenčić smeđ, žut, ružičast do ljubičast ili bijel, bilateralno simetričan, ± dvostruk, lijevkast, cjevasto-lijevkast ili loptasxt do jajolik, cjevasta baza nije ostrugasta, režnjeva 5, abaksijalnih 3, adaksijalnih 2; prašnika 4, priraslih za vjenčić, dvostruki, niti gole ili dlakave; staminod 0; jajnik 2-lokularni, osovina posteljice; stigma 2-režnjevita ili točkasta. Plodovi kapsule, dehiscencija septicidna, ponekad sekundarno lokulicidna. Sjemenke 20-60, smeđe do crne, prizmatične ili cilindrične do jajolike, bez krilaca. × = 28.

## Otrovnost
Sve vrste Digitalisa su otrovne, točnije svi njezini dijelovi, sadrže srčane glikozide uključujući digitoksin, ali se koristi u medicini kao lijek za srčane bolesti. Kako je razlika između ljekovite i otrovne doze veoma malena, ne smije koristiti u laičkom liječenju.
Naprstak sadrži glikozid poznat kao digoksin, koji u blažem slučaju može izazvati mučninu, nesvjesticu, dijareju i grčeve, a u težem slučaju, ako se pojede koji njezin dio, otkazivanje krvožilnog sustava i infarkt. Ispravnim liječenjem digoksinom postiže se povećanje snage kontrakcije srca.
Zbog svojih lijepih cvjetova naprstak se često uzgaja kao ukrasna biljka po vrtovima.

## Vrste
1. Digitalis atlantica Pomel
2. Digitalis canariensis L.
3. Digitalis cariensis Boiss. ex Jaub. & Spach
4. Digitalis cedretorum (Emb.) Maire
5. Digitalis chalcantha (Svent. & O'Shan.) Albach, Bräuchler & Heubl
6. Digitalis ciliata Trautv.
7. Digitalis × coutinhoi Samp.
8. Digitalis davisiana Heywood
9. Digitalis ferruginea L., hrđavosmeđi naprstak
10. Digitalis fuscescens Waldst. & Kit., smedjasti naprstak
11. Digitalis grandiflora Mill., krupnocvetni naprstak
12. Digitalis ikarica (P.H.Davis) Strid
13. Digitalis isabelliana (Webb) Linding.
14. Digitalis laevigata Waldst. & Kit., glatki naprstak
15. Digitalis lamarckii Ivanina
16. Digitalis lanata Ehrh., vunenasti naprstak
17. Digitalis lutea L.,  žuti naprstak
18. Digitalis × macedonica Heywood
19. Digitalis mariana Boiss.
20. Digitalis × media Roth
21. Digitalis minor L.
22. Digitalis nervosa Steud. & Hochst. ex Benth.
23. Digitalis obscura L.
24. Digitalis parviflora Jacq.
25. Digitalis × pelia Zerbst & Bocquet
26. Digitalis × purpurascens Roth
27. Digitalis purpurea L., grimizni naprstak
28. Digitalis sceptrum L.f.
29. Digitalis × sibirica Lindl.
30. Digitalis subalpina Braun-Blanq.
31. Digitalis thapsi L.
32. Digitalis transiens Maire
33. Digitalis viridiflora Lindl.